# Кукалан
40°48′0″ пн. ш. 72°45′0″ сх. д. / 40.80000° пн. ш. 72.75000° сх. д.
Кукалан (узб. Кўкалам, Koʻkalam) — міське селище в Узбекистані, в Джалалкудуцькому районі Андижанської області.
Розташоване у Ферганській долині, на правому березі Карагунану, за 11 км на північ від залізничної станції Савай (м. Кургантепа).
Населення 0,62 тис. мешканців (1990). Статус міського селища з 2009 року.